# Wiepke
Wiepke è una frazione della città tedesca di Gardelegen, nella Sassonia-Anhalt.
Fino al 31 dicembre 2009 è stato comune autonomo.
Il centro abitato ospita il più antico edificio del comune di Gardelegen, una chiesa romanica ristrutturata di recente e risalente al 1180. Vi si trova inoltre un mulino ad acqua in uso fino al 1964 e ora classificato come bene culturale del Land della Sassonia-Anhalt.